# 버추얼 스튜디오 테크놀로지

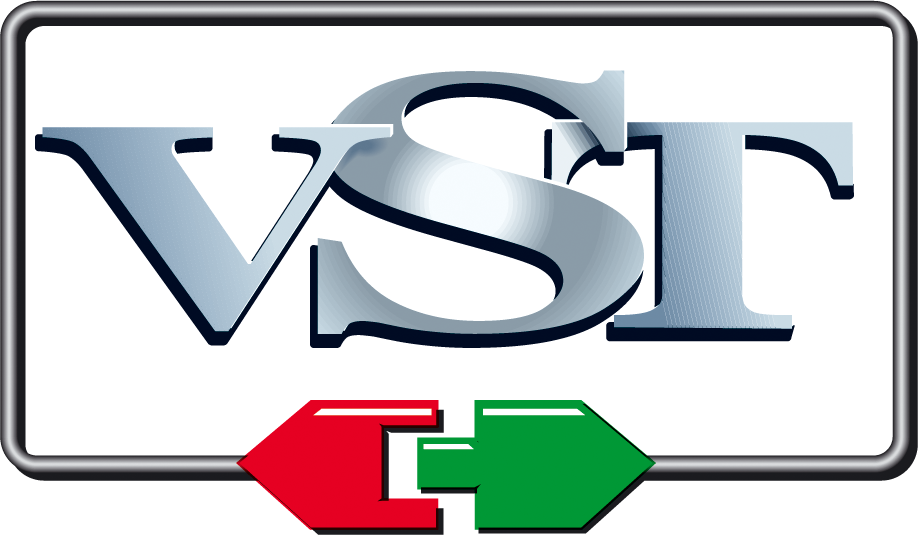

VST(Steinberg's Virtual Studio Technology)는 전자 음악 편집 소프트웨어 및 레코딩 시스템과 신시사이저 및 이펙트를 이어주는 플러그인 형식의 표준 규격이다. Virtual Studio Technology라는 낱말의 의미 그대로 가상 스튜디오를 구현하는 기술을 뜻하며, 덩치가 크고 값비싼 하드웨어 장비를 소프트웨어로 구현해 전자 음악과 홈레코딩의 발달에 큰 기여를 하고 있다. 현재 컴퓨터 음악 플러그인 중에서는 가장 많이 사용되고 있는 규격으로, 최초 개발사인 스테인버그(Steinberg)사가 저작권을 갖고 있다.

## 개요
- VST는 마우스를 이용해 조작할 수 있는 GUI를 채용하고 있으며, 키보드와 같은 일반적인 MIDI를 제어할 수 있다.
- VST 인스트루먼트(VSTi, 가상악기)는 실제 악기나 샘플러를 가상으로 구현한 것으로 현재 사용할 수 없는 옛날 하드웨어를 재구현하는 용도로도 쓰이나 대부분은 실제 악기의 음색을 재현하거나 새로운 음원을 만드는 용도로 만들어진다.
- VST는 플러그인과 같은 형태로 제공되어 이를 불러오고 조작하는 기기를 호스트라고 부른다. 대다수 VST플러그인은 복수의 운영체제에서 실시간으로 사용할 수 있다.

## 역사
스테인버그는 1996년에 VST의 인터페이스 사양과 SDK를 출시하였다. 동시에 큐베이스 3.02를 출시하였는데, 여기에는 최초의 VST 포맷 플러그인을 포함하고 있었다: Espacial(반향), Choirus(코러스 효과), Stereo Echo, Auto-Panner.
스테인버그는 1999년에 VST 인터페이스 사양을 버전 2.0으로 업데이트하였다. MIDI 데이터를 수신하기 위한 플러그인 기능이 추가되었다. 이를 통해 VSTi 포맷 플러그인의 도입을 지원하였다. VST 악기들은 독립적인 소프트웨어 신시사이저, 샘플러, 드럼 머신의 역할을 수행할 수 있다.
네온(Neon) 은 직접 사용이 가능한 최초의 VST 악기이다.(큐베이스 VST 3.7에 포함됨) 16개의 보이스, 2개의 오실레이터 가상 아날로그 신시사이저였다. VST 인터페이스 사양은 2006년에 버전 2.4로 업데이트되었다. 64비트 정밀도로 오디오를 처리할 수 있는 기능이 포함되었다.

## VST 플러그인

### VST 인스트러먼트
음색을 만드는 가상의 악기이다.

### VST 이펙트
리버브 등의 소리에 다양한 효과를 주는 데 쓰인다.

### VST MIDI 이펙트
MIDI 신호를 받아 각종 효과를 주는 데 쓰인다.

## VST 호스트
오늘날 상용 음악에 사용되는 컴퓨터 음악 소프트웨어의 대부분이 VST 호스트로 기능한다. 대표적으로 큐베이스, 소나, 프로툴, 로직, FL 스튜디오 등이 있다.

### 소프트웨어
수많은 VST 호스트를 이용할 수 있다. 이 중 모든 것이 VST 3 플러그인을 지원하는 것은 아니다.
- 에이블톤 라이브
- ACID Pro
- Acoustica Mixcraft  (VST3)
- 어도비 오디션
- 어도비 프리미어 엘리먼츠
- 어도비 프리미어 프로
- Ardour (오픈 소스)
- 오다시티 (오픈 소스, 윈도우, macOS, 리눅스에서 VST 지원[5])
- AudioMulch
- Band-in-a-Box
- Bidule
- Bitwig Studio
- Cakewalk Sonar
- 다빈치 시스템즈
- Deckadance
- 디지털 퍼포머 (버전 8 이상)
- FL 스튜디오
- 골드웨이브
- Livetronica Studio
- LMMS (오픈 소스)
- 로직 프로
- Magix Music Maker
- Maschine[6]
- 맥스
- Merging Technologies Pyramix
- 모드플러그 트래커(ModPlug Tracker)
- 멀티트랙스튜디오(MultitrackStudio)
- n-Track Studio
- NOTION
- OpenMPT
- Podium
- 프리소너스 스튜디오 원
- 리즌 (버전 9.5 이상)[7]
- Psycle (오픈 소스)
- REAPER
- 리노이즈(Renoise)
- Samplitude
- 베가스 프로
- 사운드 포지
- Sony Acid Pro
- 큐베이스
- Steinberg Nuendo
- Steinberg Wavelab
- 웨이브패드 오디오 에디터 소프트웨어(WavePad Audio Editor Software)
- Traktor
- Vinyl Lab
- 보컬로이드
- 3D 버추얼스튜디오 믹싱마스터

## 위키에 있는 가상악기
- The Grand2
- Hypersonic 2
- Nexus 2

## 경쟁 기술
- 애플의 오디오 유닛
- 아비드의 아비드 오디오 확장(Avid Audio eXtension)
- Digidesign의 리얼 타임 오디오스위트(Real Time AudioSuite)
- Digidesign의 TDM
- LADSPA: 리눅스용 DSSI(Disposable Soft Synth Interface)
- LV2: 크로스 플랫폼, 오픈 소스의 자유 라이선스의 오디오 플러그인 표준
- 마이크로소프트의 DirectX 플러그인
- 마크 오브 더 유니콘의 디지털 퍼포머
- 잭 오디오 커넥션 킷(JACK Audio Connection Kit): 앱 간의 유연한 오디오 라우팅을 허용하는 오픈 소스 사운드 서버
- Propellerhead의 Rack Extensions
- 클랩(Clap): MIT 라이선스로 출시된 크로스 플랫폼 플러그인 인터페이스의 하나로,ㅗ 데모 호스트와 신시사이저를 포함하고 있음[8]

## 같이 보기
- DirectX Instruments (DXi, 마이크로소프트가 개발한 유사 규격)
- 소프트웨어 신시사이저
- 디지털 오디오 워크스테이션
- LADSPA, LV2: 유사 오픈 소스 표준.
- 오디오 유닛: 애플의 유사 표준.
- 피아노 롤
- 악보 작성 프로그램